# Kalvarienbergkapelle (Gmünd in Kärnten)

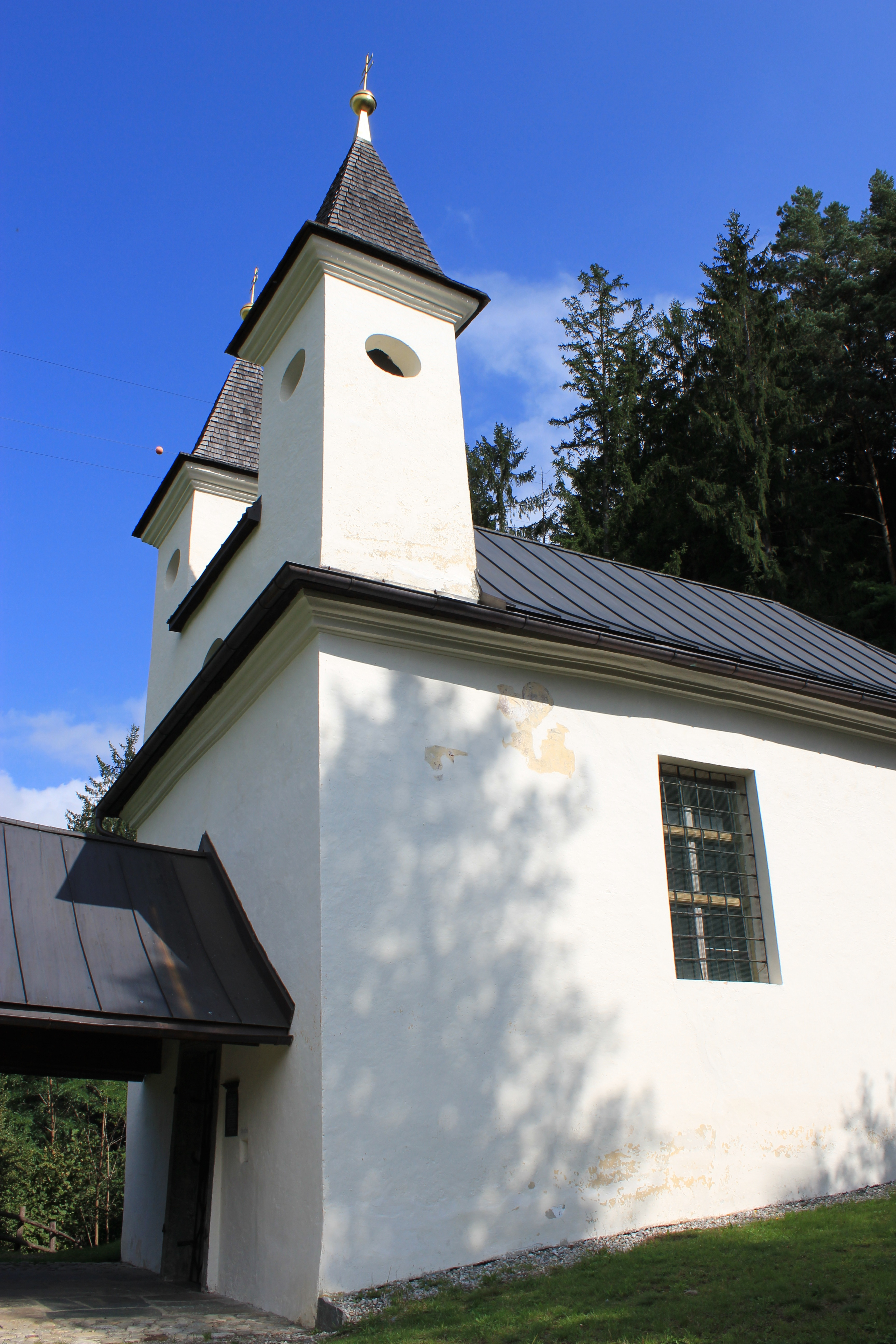
Kalvarienbergkapelle

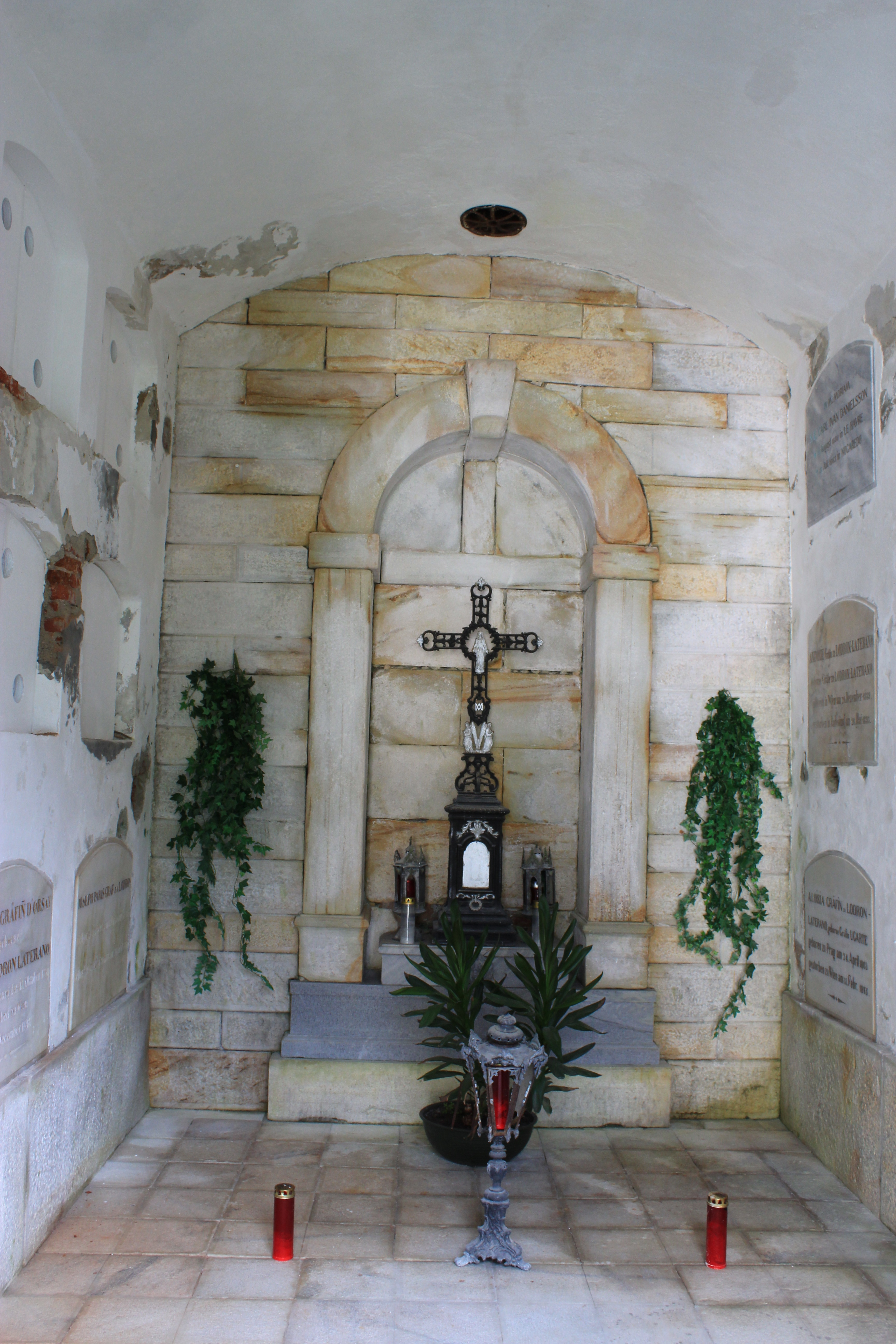
Lodron'sche Gruft – Innenansicht

Die Kalvarienbergkapelle von Gmünd in Kärnten steht gemeinsam mit der Lodron‘schen Gruft auf einem Hügel über der Malta.

## Kalvarienbergkapelle
Die Kapelle wurde 1629 von den Raitenauern gestiftet und der ersten Hälfte des 17. Jahrhunderts von Anton Durregger erbaut.
Die Giebelfront besteht aus zwei Türmchen und einem Renaissanceportal mit geradem Türsturz. Die Seitenwände sind bis auf das Gesimsband ungegliedert. Im Inneren gliedert sich der Bau in einen rechteckigen Saal und einen eingezogenen quadratischen Chor mit Kreuzgratgewölbe.
Der mit Roll- und Bandwerk beschlagene Hochaltar mit zweigeschoßiger Säulenarchitektur und gesprengtem Segmentgiebel wurde um 1700 errichtet. Das Hauptbild zeigt die Kreuzigung, das Aufsatzbild Christus am Ölberg. Beide Gemälde sind in der Tradition des niederländischen Manierismus gemalt. Ein Chorgitter mit Lodron‘schem Wappenlöwen vom Ende des 17. Jahrhunderts trennt den Altarraum vom Langhaus.

## Gruft
Die Gruft der Grafen Lodron ist hinter der Kapelle gelegen. Der 1840 errichtete Bau hat eine spätklassizistische Ädikulafassade. Die in den Hang gebaute Gruft besitzt im Inneren einen längsrechteckigen, tonnengewölbten Raum mit je drei mal vier Grabnischen an den Seitenwänden. Dreizehn Mitglieder der Familie Lodron sind hier bestattet.

## Kreuzweg
Von der Altweiberkapelle in Gmünd führen acht Kreuzwegstationen zur Kalvarienbergkapelle. Die Bilder wurden 1966 von Peter Brandstätter neu gemalt.